# La Bridoire
La Bridoire ist eine französische Gemeinde mit 1206 Einwohnern (Stand 1. Januar 2022) im Département Savoie in der Region Auvergne-Rhône-Alpes. Sie gehört zum Kanton Le Pont-de-Beauvoisin im Arrondissement Chambéry und ist Mitglied im Gemeindeverband Val Guiers.

## Geographie

### Lage
La Bridoire liegt am Westrand des Départements auf 285 m, etwa 15 km westlich der Präfektur Chambéry, 75 km ostsüdöstlich der Stadt Lyon und 38 km nördlich der Stadt Grenoble (Luftlinie). Nachbargemeinden von La Bridoire sind Verel-de-Montbel und Dullin im Norden, Saint-Alban-de-Montbel, Lépin-le-Lac (Berührungspunkt) und Attignat-Oncin im Osten, Saint-Béron im Süden sowie Domessin im Westen.

### Topographie
Die Fläche des 6,18 km² großen Gemeindegebiets umfasst einen Abschnitt des Avant-Pays savoyard, des von sanften Erhebungen geprägten savoyischen Vorlandes zwischen dem Grenzfluss Guiers und dem Südende der Hauptantiklinalen des Jura. Das Gebiet wird in Nord-Süd-Richtung von einer etwa 300 m aufragenden Geländestufe durchzogen, die die Talböden von Rhone und Guiers von der Hochebene trennt, die der Lac d’Aiguebelette östlich der Gemeinde einnimmt. Die Geländestufe bildet im Nordteil eine fast senkrecht aufragende Felswand, während sie im Bereich des Dorfes vom Tal des Baches Tier durchbrochen und nach Osten zurückversetzt wird. Der Tier entwässert zusammen mit einem weiteren Zufluss das Gemeindegebiet und mündet in Belmont-Tramonet in den Guiers. Der unbebaute Gemeindeboden besteht zu etwa gleichen Teilen aus Wäldern, landwirtschaftlichen Flächen und Wiesen. Rund 9 % der Fläche ist bebaut. Die Gemeinde gliedert sich in einen eigentlichen Ortskern und eine Reihe umliegender Weilersiedlungen und Gehöfte, darunter Rochassieux auf einem Absatz in 310 m Höhe auf der Geländestufe.

## Geschichte

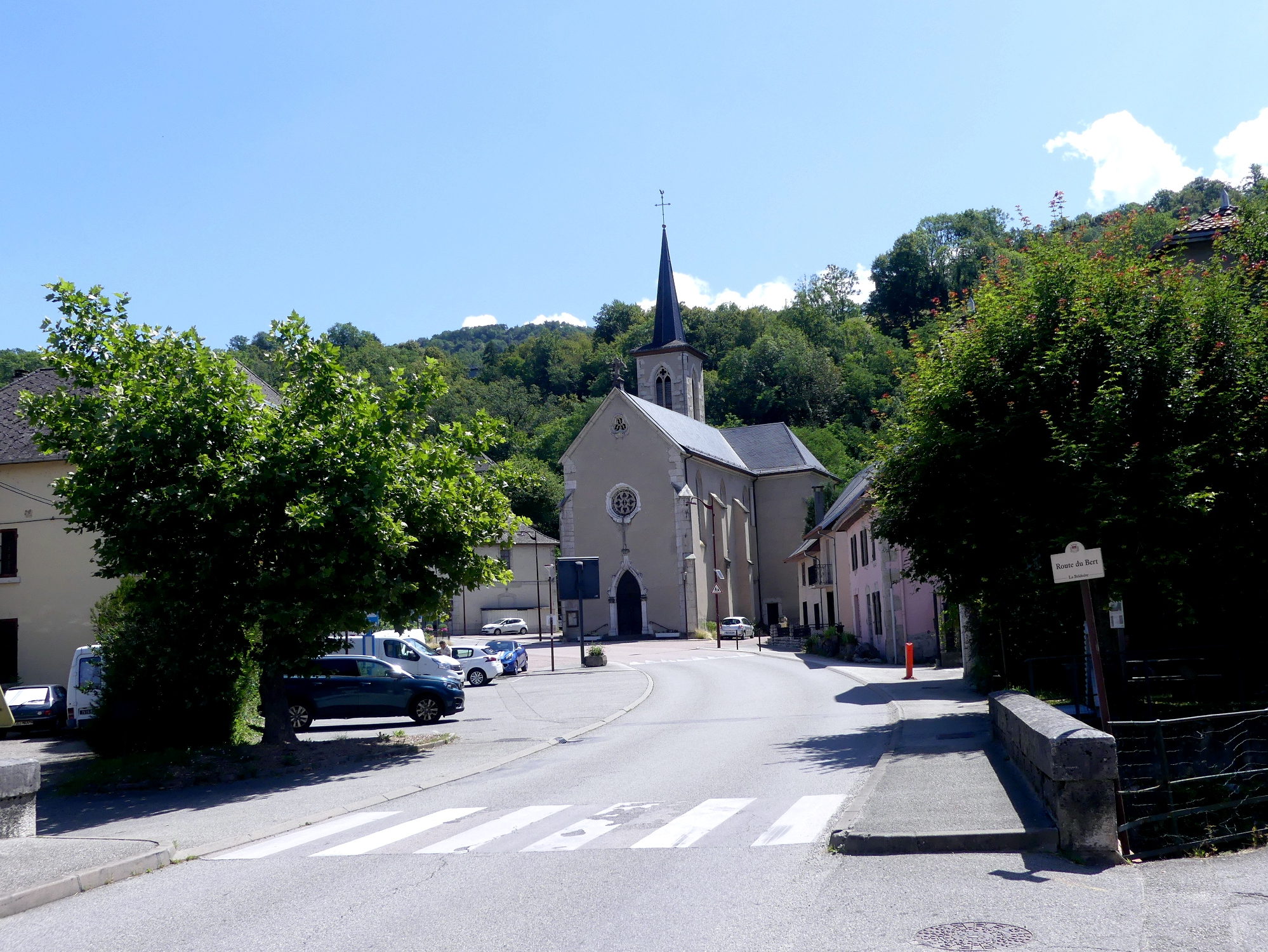
Das Zentrum von La Bridoire mit der Kirche Saint-Pierre

Das Dorf La Bridoire erschien im Hochmittelalter erstmals 1142 in den Urkunden als
Villa de Bredoria, spätere Namensvarianten waren Bridoria (1249), Brodueri (1288) und La Bourduire (1627). Der Name entspricht dem heute noch im Französischen existierenden Wort „borderie“ für eine kleinzellige Halbpacht. La Bridoire gehörte im Mittelalter zu den Besitztümern der Herren von Verel unter der Oberhoheit der Grafen von Savoyen. Erst kurz vor der Französischen Revolution bestand auch in La Bridoire eine kleine Herrschaft, die zur Baronnie erhoben wurde.

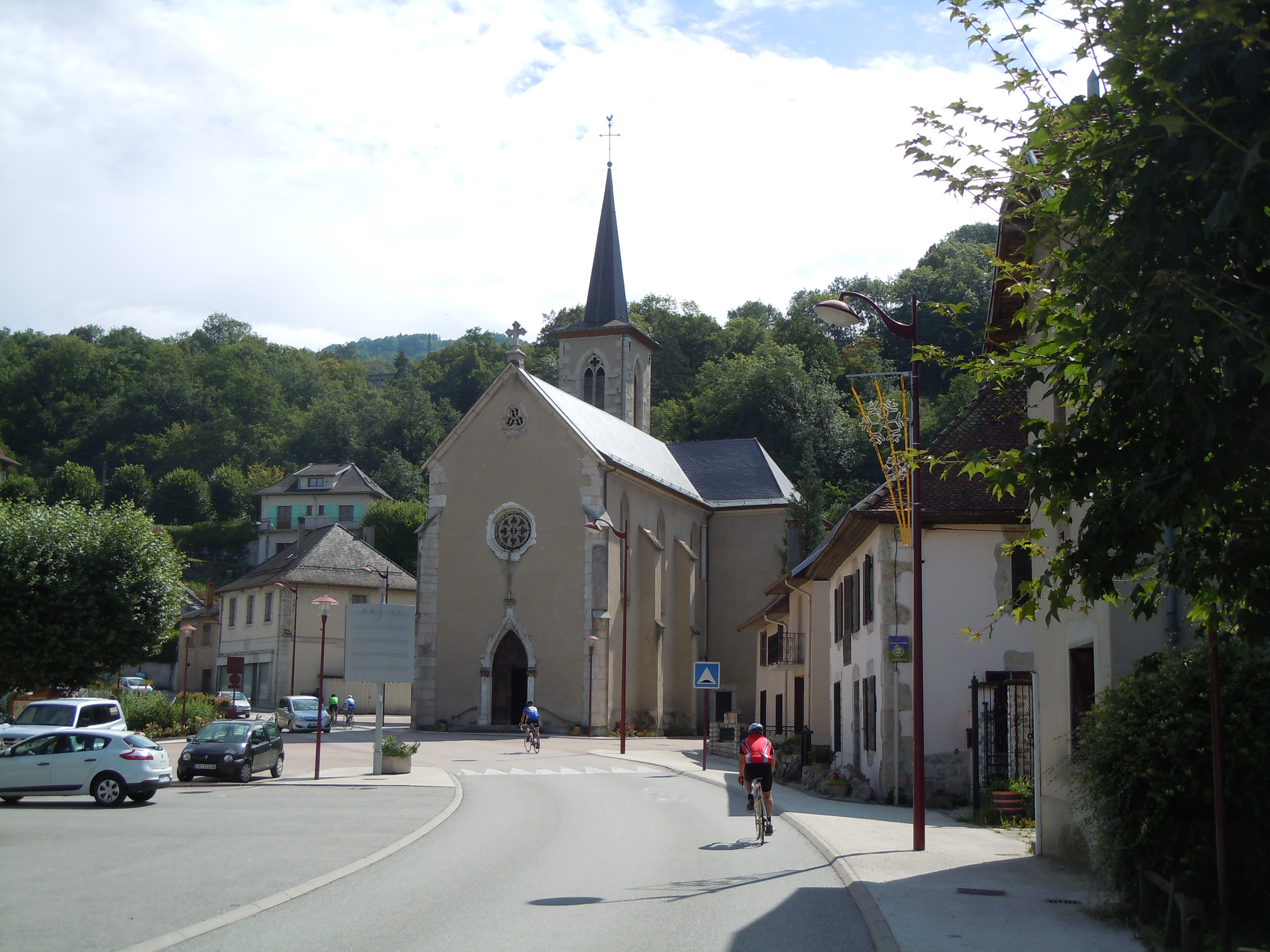
Innenansicht der Dorfkirche Saint-Pierre

Im 19. Jahrhundert entstanden entlang des Gefälles des Tier mehrere Mühlen, darunter eine Getreide- und eine Textilmühle, deren Gebäude noch heute erhalten sind. Zu Anfang des 20. Jahrhunderts wurde in La Bridoire die Société Hydro-Electrique de la Bridoire gegründet, die zwischen 1909 und 1911 ein Wasserkraftwerk errichtete, das noch heute in Funktion ist. Das Kraftwerk steht am Nordrand der Gemeinde direkt am Fuß der Geländestufe und wird vom Bach Tier gespeist, dem Abfluss des Lac d’Aiguebelette. Es nutzt über eine unterirdische Druckleitung den Höhenunterschied von 125 m zwischen dem See und der Ebene unterhalb der Geländestufe. Der See dient dadurch als Speicher, dessen Wasserstand jedoch nur in einem zwei Meter umfassenden Bereich schwanken darf. Zu Beginn versorgte die Anlage vor allem ein lokales Netz und sicherte den Fortbestand der daraufhin elektrisch betriebenen Mühlen. Darüber hinaus war es auch Teil der regionalen Netze der Société Grenobloise de Force et Lumière, die 1931 Eigentümerin des Kraftwerks wurde. Heute gehört es der EDF und verfügt über eine installierte Turbinenleistung von 8750 kW.

## Bevölkerung
| Jahr                       | 1962 | 1968 | 1975 | 1982 | 1990 | 1999 | 2006 | 2011 |
| Einwohner                  | 1090 | 1027 | 1002 | 1035 | 1115 | 1088 | 1190 | 1185 |
| Quellen: Cassini und INSEE |      |      |      |      |      |      |      |      |

Mit 1206 Einwohnern (Stand 1. Januar 2022) gehört La Bridoire zu den kleineren Gemeinden des Département Savoie. Seit einem plötzlichen Anstieg von 711 auf 1132 Einwohner während des letzten Viertels des 19. Jahrhunderts änderte sich die Einwohnerzahl nur noch geringfügig. Die Ortsbewohner von La Bridoire heißen auf Französisch Bridoirien(ne)s.

## Wirtschaft und Infrastruktur
La Bridoire war bis weit ins 20. Jahrhundert hinein ein sowohl durch die Landwirtschaft wie auch durch kleinere Industriebetriebe geprägtes Dorf. Heute gibt es neben einigen Bauernhöfen verschiedene Betriebe des lokalen Kleingewerbes und zwei mittelständische Industriebetriebe. Mittlerweile hat sich das Dorf auch zu einer Wohngemeinde entwickelt. Viele Erwerbstätige sind Wegpendler, die in den größeren Ortschaften der Umgebung und der benachbarten Départements ihrer Arbeit nachgehen.
Die Ortschaft liegt abseits der größeren Durchgangsstraßen an einer Departementsstraße, die von Le Pont-de-Beauvoisin an den Lac d’Aiguebelette führt. Weitere Straßenverbindungen bestehen mit den umliegenden Nachbargemeinden. Der nächste Autobahnanschluss an die A43 (Lyon–Chambéry) befindet sich in elf Kilometern Entfernung bei Saint-Genix.
Bahnhöfe an der wenig befahrenen Bahnstrecke Saint-André-le-Gaz–Chambéry, die das Gemeindegebiet durchquert, gibt es in den Nachbarorten Lépin-le-Lac und Saint-Béron. Als Flughäfen in der Region kommen Lyon-St-Exupéry (Entfernung 69 km) und Chambéry-Savoie (24 km) in Frage.

### Ausbildung
In La Bridoire befindet sich eine Grundschule (école primaire).